# Carl Robert Prytz
Carl Robert Prytz, född 18 augusti 1865 i Göteborg, död 10 juni 1938 i Askim, var en svensk grosshandlare. Föräldrarna var grosshandlaren och konsuln Carl Gustaf Prytz och Ida Hedda Maria Mosén.
Prytz studerade vid Göteborgs handelsinstitut och var mellan 1883 och 1888 kontorsanställd i Sverige och utomlands. År 1888 grundade han firman C.R. Prytz. Åren 1908–1918 satt han i Örgryte kommunfullmäktige. Vidare innehade han ett antal styrelseuppdrag, som exempelvis i Göteborgs Bank, AB Strömman & Larsson, Royal Bachelors' Club, Järnvägs AB Göteborg-Särö.